# Wybory prezydenckie na Białorusi w 2020 roku
Wybory prezydenckie na Białorusi w 2020 roku – wybory prezydenckie, które odbyły się 9 sierpnia 2020, w wyniku których wyłoniony został prezydent Białorusi.
8 maja 2020 Centralna Komisja Wyborcza podała do wiadomości kalendarz wyborczy. Zgodnie z nim, do 15 maja włącznie istniała możliwość złożenia wniosków o rejestrację grup inicjatywnych. Zbiórka 100 tysięcy podpisów, wymaganych w celu zarejestrowania danej kandydatury, była organizowana od 21 maja do 19 czerwca włącznie.

## Kandydaci

### Zbieranie podpisów
21 maja 2020 r. swoją pracę rozpoczęło 15 grup inicjatywnych, zarejestrowanych przez Centralną Komisję Wyborczą Białorusi. Do zarejestrowania kandydata w wyborach wymaganych było zebranie do 19 czerwca 2020 r. co najmniej 100 tys. podpisów pod kandydaturą.

### Zarejestrowani kandydaci
14 lipca 2020 r. do startu w wyborach prezydenckich zarejestrowanych zostało pięcioro kandydatów.
| lp. | imię i nazwisko                    | zawód/zajęcie                                                    | partia polityczna                      |
| --- | ---------------------------------- | ---------------------------------------------------------------- | -------------------------------------- |
| 1.  | Hanna Anatoleuna Kanapacka         | była posłanka Izby Reprezentantów (2016–2019)                    | bezpartyjna                            |
| 2.  | Andrej Uładzimirawicz Dzmitryjeu   | współprzewodniczący ruchu społecznego „Mów prawdę!”              | bezpartyjny                            |
| 3.  | Siarhiej Uładzimirawicz Czeraczeń  | przewodniczący partii „Białoruska Socjaldemokratyczna Hramada”   | Białoruska Socjaldemokratyczna Hramada |
| 4.  | Swiatłana Hieorhijeuna Cichanouska | żona białoruskiego aktywisty i youtubera Siarheja Cichanouskiego | bezpartyjna                            |
| 5.  | Alaksandr Ryhorawicz Łukaszenka    | prezydent Białorusi                                              | bezpartyjny                            |

## Badania opinii publicznej
Białoruś nie przeprowadza niezależnych badań opinii publicznej, które umożliwiłyby obiektywną ocenę potencjalnych kandydatów.

### Przez internet
Pogrubionym i zielonym kolorem zaznaczony jest kandydat, który zajął pierwsze miejsce.
Pogrubioną kursywą i żółtym kolorem zaznaczony jest kandydat, który zajął drugie miejsce.
W jasnoczerwonym kolorze zaznaczono wynik Aleksandra Łukaszenki.
| Sondaż                                                                  | TUT.BY     | Nasza Niwa | Telegraf.by | Onliner.by | Svaboda.org | ONT        | ONT           |
| Data badania                                                            | 20.05.2020 | 20.05.2020 | 22.05.2020  | 26.05.2020 | 26.05.2020  | 14.07.2020 | 23-27.07.2020 |
| Liczba uczestników głosowania                                           | 70 029     | 16 526     | 35 775      | 32 128     | 9 705       | 1807       | 1879          |
| ----------------------------------------------------------------------- | ---------- | ---------- | ----------- | ---------- | ----------- | ---------- | ------------- |
| Wiktar Dzmitryjewicz Babaryka                                           | 54,91%     | 49,7%      | 52,43%      | 56%        | 32%         | 6,7%       | –             |
| Aleh Siarhiejewicz Hajdukiewicz                                         | 1,28%      | 0,65%      | 3,93%       | 0,4%       | –           | –          | –             |
| Juryj Michajławicz Hancewicz                                            | 0,34%      | –          | 0,62%       | –          | 0%          | –          | –             |
| Juryj Iwanawicz Hubarewicz                                              | 0,45%      | –          | 0,23%       | –          | 0%          | –          | –             |
| Andrej Uładzimirawicz Dzmitryjeu                                        | 0,58%      | 0,32%      | 0,33%       | 0,29%      | 0%          | 0,3%       | 0,7%          |
| Hanna Anatoleuna Kanapacka                                              | 4,14%      | 2,5%       | 1,7%        | 1,4%       | 1%          | 1,5%       | 1,6%          |
| Natalla Alaksiejeuna Kisiel                                             | 0,63%      | –          | 0,22%       | –          | 0%          | –          | –             |
| Wolha Alaksandrauna Kawalkowa                                           | 0,37%      | –          | 0,21%       | –          | 0%          | –          | –             |
| Mikałaj Ryhorawicz Kazłou                                               | 0,64%      | –          | 0,61%       | 0,32%      | 1%          | –          | –             |
| Alaksandr Ryhorawicz Łukaszenka                                         | 6,24%      | 2,96%      | 3,90%       | 3%         | 1%          | 69,4%      | 72,3%         |
| Uładzimir Michajławicz Niapomniaszczych                                 | 0,4%       | –          | 0,4%        | –          | 0%          | –          | –             |
| Alaksandr Ryhorawicz Tabolicz                                           | 1,37%      | 2,3%       | 0,25%       | 0,9%       | 2%          | –          | –             |
| Siarhiej Leanidawicz Cichanouski lub Swiatłana Hieorhijeuna Cichanouska | 12,71%     | 18,39%     | 17,37%      | 12%        | 51%         | 2,2%       | 7,5%          |
| Waleryj Wiljamawicz Cepkała                                             | 15,22%     | 7,5%       | 9,8%        | 17%        | 7%          | 3,1%       | –             |
| Siarhiej Uładzimirawicz Czeraczeń                                       | 0,72%      | 0,28%      | 0,16%       | –          | 0%          | 0,8%       | 0,2%          |
| przeciwko wszystkim lub inna odpowiedź                                  | –          | 15,37%     | 7,8%        | 7,7%       | 4%          | 9,6%       | 17,7%         |

### Exit poll
Według oficjalnego, rządowego sondażu exit poll 79,7% otrzymał Aleksandr Łukaszenka, Swiatłana Cichanouska – 6,8%, Hanna Kanapacka – 2,3%, Andrej Dzmitryjeu – 1,1%, Siarhiej Czeraczeń – 0,9%. Według przeprowadzonego za granicą, niezależnego exit pollu, Swiatłana Cichanouska otrzymała 71%, a Aleksandr Łukaszenka 10%.

## Oficjalne wyniki wyborów
| Kandydat                          | Kandydat                          | Partia                                 | Głosy     | %     |
| --------------------------------- | --------------------------------- | -------------------------------------- | --------- | ----- |
|                                   | Alaksandr Łukaszenka              | bezpartyjny                            | 4 661 075 | 80,1  |
|                                   | Swiatłana Cichanouska             | bezpartyjna                            | 588 622   | 10,1  |
|                                   | Hanna Kanapacka                   | bezpartyjna                            | 97 489    | 1,67  |
|                                   | Andrej Dzmitryjeu                 | bezpartyjny                            | 70 671    | 1,2   |
|                                   | Siarhiej Czeraczeń                | Białoruska Socjaldemokratyczna Hramada | 66 613    | 1,14  |
|                                   | Przeciwko wszystkim               | Przeciwko wszystkim                    | 267 360   | 4,59  |
| Łącznie                           | Łącznie                           | Łącznie                                | 5 818 955 | 100   |
| Zarejestrowani wyborcy/frekwencja | Zarejestrowani wyborcy/frekwencja | Zarejestrowani wyborcy/frekwencja      |           | 84,17 |
| Źródło:                           |                                   |                                        |           |       |

Swiatłana Cichanouska poinformowała, że nie uznaje wyników wyborów podanych przez Centralną Komisja Republiki Białorusi ds. Wyborów i Prowadzenia Referendów Krajowych. Wieczorem 9 sierpnia 2020 stwierdziła: „wierzę swoim oczom, a one mówią mi, że większość jest po naszej stronie”.

## Przebieg głosowania
Franciszak Wiaczorka poinformował, że w dniu głosowania „zatrzymano co najmniej 50 niezależnych obserwatorów”. W Mińsku pojawiły się pojazdy z armatkami wodnymi do rozpędzania demonstracji oraz autobusy wypełnione milicjantami. Portal Tut.by, powołując się na świadków, poinformował, że białoruska milicja zatrzymywała osoby, które zebrały się pod lokalami wyborczymi, czekając na wyniki wyborów prezydenckich.

## Protesty związane z wyborami i zatrzymania
Po godz. 20:00 w Warszawie, przed Ambasadą Białorusi w Polsce zebrali się obywatele Białorusi, którzy nie zdążyli zagłosować w wyborach prezydenckich. Przed Ambasadą Białorusi w Rosji tłum skandował „odejdź!”. W Mińsku doszło do starcia między protestującymi a milicją. Zatrzymanych zostało wiele osób, a milicja użyła granatów hukowych. Portal Tut.by podał, że „w Mohylewie milicja rozpędziła protestujących” oraz że zatrzymano dziennikarkę portalu oraz co najmniej 3 osoby. Według Radia Swaboda doszło do zatrzymań w Witebsku. Stacja telewizyjna Biełsat TV poinformowała, że „w rękach białoruskiej milicji jest przynajmniej pięciu współpracowników”. Jak podał Franciszak Wiaczorka, w Mołodecznie, na głównym placu zebrali się protestujący. Przed lokalami wyborczymi zbierały się osoby, chcące (zgodnie z apelem Swiatłany Cichanouskiej) zapoznać się z protokołami, informującymi o wynikach wyborów. W Brześciu zatrzymano członka sztabu Swiatłany Cichanouskiej. W Homlu, gdy przyjechały busy, z których wyszli funkcjonariusze milicji, zebranych kilkadziesiąt osób zaczęło uciekać. W Grodnie zebrały się tysiące osób (zatrzymano tam co najmniej 10 z nich). Franciszak Wiaczorka poinformował, że w Mińsku milicyjna furgonetka uderzyła w mężczyznę stojącego na jezdni, gdy podbiegli do niego inni ludzie, funkcjonariusze milicji rzucili granaty błyskowe. Na miejsce przyjechała wówczas karetka pogotowia ratunkowego, mężczyzna miał poważne obrażenia.
Centrum Wiasna poinformowało o co najmniej jednej ofierze śmiertelnej oraz o minimum 120 osobach zatrzymanych. Ministerstwo Spraw Wewnętrznych poinformowało, że zatrzymanych zostało 3000 osób.
Strajki rozpoczęły m.in.: Stołeczna Telewizja, Radio Stalica, Białoruska Telewizja i Radio, Mińska Fabryka Traktorów, Mińska Fabryka Samochodów, Mińska Fabryka Silników, Mińska Fabryka Ciągników Kołowych, kopalnie soli potasowych i fabryki nawozów sztucznych koncernu Biełaruśkalij, petrochemia Naftan, Grodno Azot, Białoruska Fabryka Samochodowa, Biełszyna, Amkodor, Belcard, Elektrociepłownia nr 4 w Mińsku, Białoruska Elektrownia Jądrowa, Mińskie Sieci Energetyczne, Belenergosetproekt, Mińskie Zakłady Margaryn, Żabinecka Cukrownia, Mińskie Zakłady Elektrotechniczne, Fabryka Układów Scalonych Integrał, Belmedpreparaty, Białoruska Filharmonia Państwowa, Mińskie Metro, Mińska Zajezdnia Trolejbusowa nr 4, Khimvolokno, Polimir, Polotsk-Steklovolokno, Terrazyt, Grodnopromstroj, MAPID, Krasnoselskstroymaterialy, Zakłady Chemiczne Keramin, Grodnożyłstroj.

## Reakcje międzynarodowe

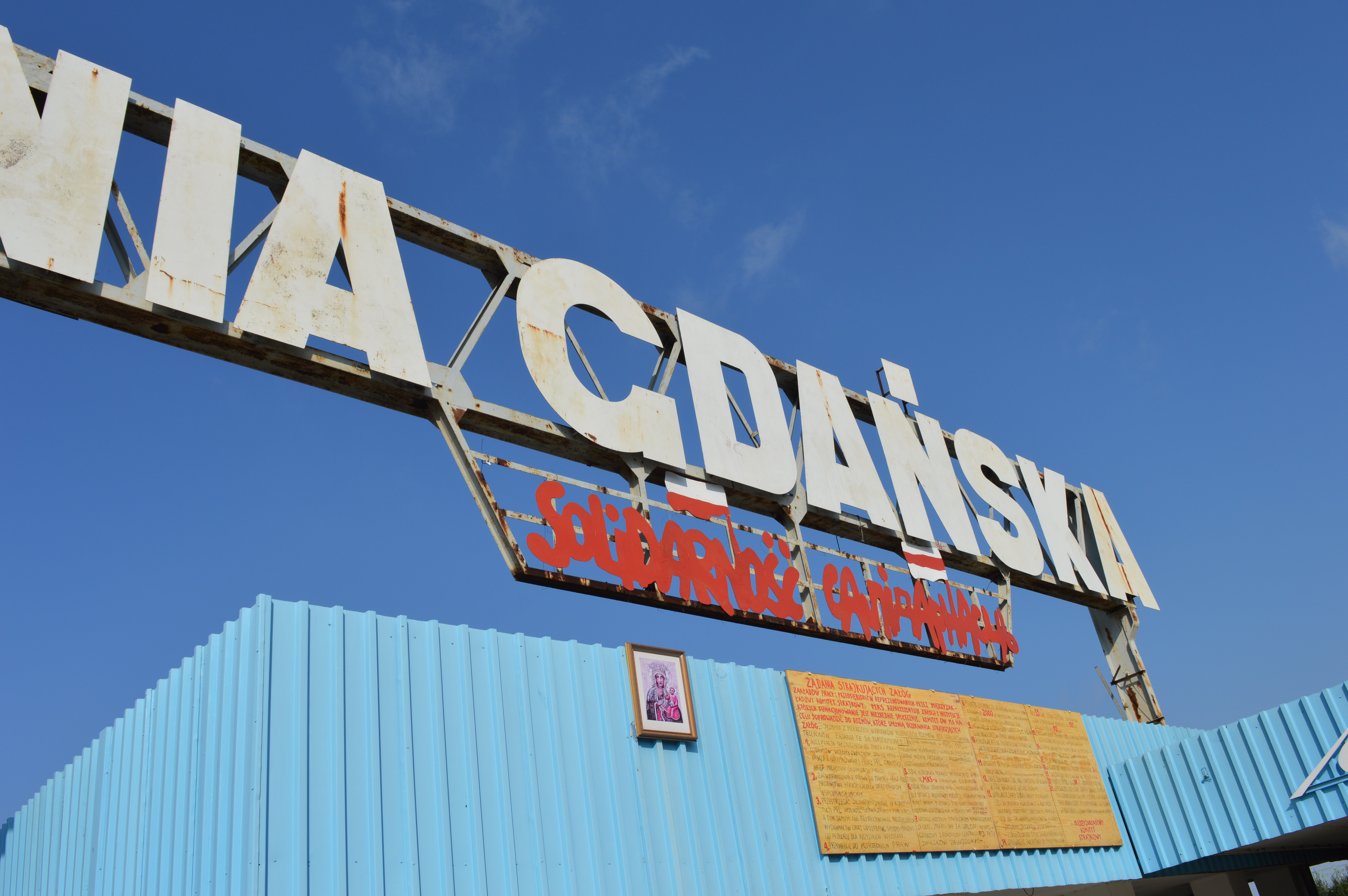
Brama nr 2 Stoczni Gdańskiej w dniu 10 sierpnia 2020

- Azerbejdżan: Prezydent Azerbejdżanu İlham Əliyev pogratulował Łukaszence reelekcji podczas rozmowy telefonicznej[21].
- Unia Europejska: Przewodniczący Rady Europejskiej Charles Michel napisał na Twitterze: „Przemoc wobec protestujących nie jest odpowiedzią. Wolność słowa, wolność zgromadzeń, podstawowe prawa człowieka muszą być przestrzegane”[22]. Josep Borrell, wysoki przedstawiciel Unii do spraw zagranicznych i polityki bezpieczeństwa, i Olivér Várhelyi, członek Komisji Europejskiej, stwierdzili we wspólnym oświadczeniu, że „noc wyborów naznaczona była nieproporcjonalną i niedopuszczalną przemocą ze strony państwa wobec pokojowych demonstrantów”[23].
  -  Hans van Baalen, przewodniczący Partii Porozumienia Liberałów i Demokratów na rzecz Europy, stwierdził, że „bez cienia zaskoczenia ostatni dyktator Europy pozostaje u władzy po wyborach prezydenckich na Białorusi”.
  -  Donald Tusk, przewodniczący Europejskiej Partii Ludowej, napisał na Twitterze: „Białorusini, wczoraj dokonaliście wyboru: wybraliście demokrację, wolność i położenie kresu dyktaturze”.

- Rosja: Prezydent Federacji Rosyjskiej Władimir Putin pogratulował zwycięstwa Łukaszence[9].
- Polska: Marszałek Senatu Rzeczypospolitej Polskiej Tomasz Grodzki uznał, że „demokratyczna Białoruś jest w najgłębszym interesie Polski”[24]. Ponadto marszałek izby wyższej Parlamentu RP stwierdził, że „Białorusini walczą o swoją przyszłość i miejsce w demokratycznej rodzinie wolnego świata”. Prezes Rady Ministrów Mateusz Morawiecki zaapelował o zwołanie nadzwyczajnego szczytu Unii Europejskiej w sprawie Białorusi[9]. Ministerstwo Spraw Zagranicznych w oświadczeniu zaapelowało do władz Białorusi, aby „zaprzestały działań eskalujących sytuację i zaczęły respektować podstawowe prawa człowieka”[25].
  -  Warszawa: Pałac Kultury i Nauki został oświetlony w biało-czerwono-białe barwy[26], symbolizujące białoruski ruch demokratyczny[27].
  -  Gdańsk: na Bramie nr 2 Stoczni Gdańskiej znalazło się słowo „Solidarność” w języku białoruskim[28].
- Litwa: Minister spraw zagranicznych Linas Linkevičius stwierdził, że „trudno nazwać te wybory przejrzystymi, demokratycznymi i wolnymi”[29].
- Łotwa: Ministerstwo Spraw Zagranicznych(inne języki) zwróciło uwagę, że wybory prezydenckie na Białorusi nie odbyły się zgodnie ze standardami Organizacji Bezpieczeństwa i Współpracy w Europie. Ministerstwo wezwało rząd Białorusi i organy ścigania do poszanowania praw obywatelskich Białorusinów[30].
- Chiny: Przewodniczący Chińskiej Republiki Ludowej Xi Jinping złożył gratulacje Łukaszence[31].
- Kazachstan: Prezydent Kazachstanu Kasym-Żomart Tokajew wysłał telegram do Aleksandra Łukaszenki, w którym pogratulował mu zwycięstwa[31].
- Kirgistan: Prezydent Kirgistanu Sooronbaj Dżeenbekow złożył Łukaszence gratulacje i życzył mu dobrego zdrowia oraz pomyślności[32].
- Niemcy: Steffen Seibert(inne języki), rzecznik rządu Republiki Federalnej Niemiec, stwierdził, że „oczywiste jest, że wybory prezydenckie na Białorusi nie spełniły minimalnych demokratycznych standardów”[33].
- Szwecja: Ann Linde, minister spraw zagranicznych(inne języki), uznała, że przebieg wyborów prezydenckich jest zgodny z ponurą tradycją niedemokratycznych wyborów na Białorusi[34].
- Estonia: Urmas Reinsalu, minister spraw zagranicznych(inne języki), poinformował, że jest „bardzo zaniepokojony wydarzeniami na Białorusi”[35]. Wezwał władze Białorusi do „powstrzymania się od przemocy i rozpoczęcia pokojowego dialogu z Białorusinami”[35].
- Ukraina: Minister spraw zagranicznych(inne języki) Dmytro Kułeba we wspólnym oświadczeniu w sprawie wyborów na Białorusi wydanym wraz z ministrem spraw zagranicznych Polski Jackiem Czaputowiczem i ministrem spraw zagranicznych Litwy Linasem Linkevičiusem wyraził „głębokie zaniepokojenie” eskalacją sytuacji na Białorusi oraz wezwał władze do zwolnienia zatrzymanych i powstrzymania się od użycia siły[36].
- Słowacja: Ivan Korčok wezwał prezydenta Łukaszenkę do poszanowania podstawowych zasad demokracji i wolności słowa[37]. Reakcje międzynarodowe na wynik wyborów na Białorusi

Reakcje międzynarodowe na wynik wyborów na Białorusi
Białoruś
Państwa, których przedstawiciele pogratulowali Łukaszence
Państwa nieuznające wyników wyborów na Białorusi
Państwa wyrażające zaniepokojenie lub krytykę wobec eskalacji sytuacji na Białorusi
Państwa uznające Cichanouską za zwyciężczynię
Brak reakcji

    Białoruś

    Państwa, których przedstawiciele pogratulowali Łukaszence

    Państwa nieuznające wyników wyborów na Białorusi

    Państwa wyrażające zaniepokojenie lub krytykę wobec eskalacji sytuacji na Białorusi

    Państwa uznające Cichanouską za zwyciężczynię

    Brak reakcji

| - Austria, - Belgia, - Czechy, - Dania, - Estonia, - Finlandia, - Francja, - Grecja, - Hiszpania, - Holandia, - Irlandia, - Kanada, - Litwa, - Luksemburg, - Łotwa, - Polska, - Portugalia, - Rumunia, - Słowacja, - Słowenia, - Szwecja, - Węgry, - Wielka Brytania, - Włochy. | - Litwa, - Słowacja, - Unia Europejska, | - NATO OBWE - ONZ |